# Distrito electoral de Eddyville n.º 6
Eddyville No. 6 Precinct es una subdivisión territorial del condado de Pope, Illinois, Estados Unidos. Según el censo de 2020, tiene una población de 769 habitantes.
Según la Oficina del Censo, hay 1710 subdivisiones de condado (county subdivisions) en el estado de Illinois, conocidas como minor civil divisions (MCD). Del los 102 condados, 85 tienen townships en funcionamiento (aunque no necesariamente activos) y 17 se subdividen en distritos electorales que no están en funcionamiento (non-functioning election precincts). Estos precintos son subdivisiones idénticas a los townships que no están en funcionamiento, ya que comparten el mismo código de clase (Z1).

## Geografía
De acuerdo con los datos de la Oficina del Censo, tiene una superficie total de 248.86 km², de la cual 248.59 km² corresponden a tierra firme y 0.27 km² están cubiertos de agua.

## Demografía
Según el censo de 2020, hay 769 personas residiendo en la zona. La densidad de población es de 3.09 hab./km². El 94.93% de los habitantes son blancos, el 0.26% son afroamericanos, el 0.13% es amerindio, el 0.26% son asiáticos y el 3.25% son de una mezcla de razas. Del total de la población, el 1.43% son hispanos o latinos de cualquier raza.